# Deep Bay
Deep Bay (kinesiska: 深圳湾, 深圳灣) är en vik i Hongkong (Kina). Den ligger i den nordvästra delen av Hongkong.